# Либертарианская партия (Бельгия)
Либертарианская партия (фр. Parti Libertarien) — политическая партия в Бельгии, действовавшая в Валлонии и Брюсселе во французском и немецкоязычном сообществах Бельгии.

## История
Партия была основана в ноябре 2012 года.
6 марта 2015 года партия стала одной из 12 членов-основателей международного альянса либертарианских партий (IALP).
Партия была распущена в марте 2023 года.